# Marguerite De La Motte
Marguerite De La Motte (Duluth, 22 juni 1902 - San Francisco, 10 maart 1950) was een Amerikaans actrice.
De La Motte begon haar carrière als actrice op 16-jarige leeftijd met een rol tegenover Douglas Fairbanks in Arizona (1918). Niet veel later kwamen allebei haar ouders om bij een auto-ongeluk. Producent J.L. Frothingham nam voogdij over haar en haar jongere zus.
De La Motte werd in haar carrière regelmatig gecast tegenover Fairbanks. Zo was ze naast hem te zien in The Mark of Zorro (1920), The Nut (1921), The Three Musketeers (1921) en The Iron Mask (1929). Ze kreeg een hechte band met de acteur en zijn echtgenote Mary Pickford.
In de jaren 20 groeide De La Motte uit tot een succesvolle actrices en was tegenover verscheidene grootheden te zien, zoals tegenover Lon Chaney in Shadows (1922), Béla Lugosi, John Gilbert, Conrad Nagel en Owen Moore.
Verder trouwde De La Motte met acteur John Bowers. Samen met hem raakte ze goed bevriend met actrice Barbara La Marr.
Aan het eind van de jaren 20 verloor De La Motte haar populariteit. Ze acteerde in de jaren 30 en 40 in nog enkele films. Ze stierf in 1950 op 47-jarige leeftijd. Voor haar contributie aan de film heeft ze een ster op de Hollywood Walk of Fame.
- Biblioteca Nacional de España: XX1076791
- Bibliothèque nationale de France: cb146756482 (data)
- Gemeinsame Normdatei: 140926631
- International Standard Name Identifier: 0000 0000 5926 1847
- Library of Congress Control Number: n91100588
- Nationale Bibliotheek van Tsjechië: xx0151079
- Istituto Centrale per il Catalogo Unico: DDSV279896
- SNAC: w6944q97
- Système universitaire de documentation: 061660876
- Virtual International Authority File: 59346938
- WorldCat: E39PBJbtv3gydDPx9B6pjXWdQq